# ترنتینارا
ترنتینارا (به ایتالیایی: Trentinara) یک کومونه در ایتالیا است که در استان سالرنو واقع شده‌است.

## خصوصیات
ترنتینارا ۲۳ کیلومترمربع مساحت و ۱٬۷۶۹ نفر جمعیت دارد و ۶۰۶ متر بالاتر از سطح دریا واقع شده‌است.